# Sò điệp seo
Sò điệp seo, tên khoa học Aequipecten muscosus, còn gọi là điệp gân thô, là một loài động vật thân mềm hai mảnh vỏ trong họ Pectinidae. Loài này có một lớp vỏ nhỏ, hình rẽ quạt với khoảng 20 đường gân gai thô, có nhiều mấu vảy dựng đứng hoặc gai nhỏ ở gần mép. Đường bản lề có tai.

Sò điệp gân thô

Màu sắc của vỏ sò thay đổi từ hồng đến đỏ sẫm, thường có lốm đốm các màu như nâu và kem, nhưng đôi khi cũng có màu vàng chanh sáng hoặc cam sáng.

## Môi trường sống
Loài này hiếm khi được tìm thấy trên các bãi biển. Chúng sinh sống ở vùng biển từ Bắc Carolina đến Tây Ấn. Đây là một loài sò điệp có giá trị thương mại, được khai thác đánh bắt ngẫu nhiên tại các ngư trường Đại Tây Dương.